# Srpenica
Srpenica – wieś w Słowenii, w gminie Bovec. W 2018 roku liczyła 169 mieszkańców.